# Mason City (Iowa)
Mason City è una città degli Stati Uniti, capoluogo della Contea di Cerro Gordo, nello Stato dell'Iowa.

## Geografia fisica
Le coordinate geografiche della città sono 43°08′55″N 93°12′07″W (43.148611 -93.201944). Mason City ha una superficie di 67,8 km², di cui 66,8 coperti da terra e 1,0 coperti d'acqua. Le città limitrofe sono: Clear Lake, Manly e Plymouth. Mason City è situata a 344 m s.l.m.

## Società

### Evoluzione demografica
Secondo il censimento del 2000, Mason City contava 29 172 abitanti e 12 368 famiglie. La densità di popolazione era di 430,26 abitanti per chilometro quadrato. Le unità abitative erano 13 029, con una media di 192,16 per chilometro quadrato. La composizione razziale contava il 95,40% di bianchi, l'1,17% di afroamericani, lo 0,18% di nativi americani, lo 0,77% di asiatici e l'1,07% di altre razze. Gli ispanici e i latini erano il 3,45% della popolazione residente.
| Anno | Abitanti |
| ---- | -------- |
| 1870 | 1 183    |
| 1880 | 2 510    |
| 1890 | 4 007    |
| 1900 | 6 747    |
| 1910 | 11 230   |
| 1920 | 20 065   |
| 1930 | 23 304   |
| 1940 | 27 080   |
| 1950 | 27 980   |
| 1960 | 30 642   |
| 1970 | 30 379   |
| 1980 | 30 144   |
| 1990 | 29 040   |
| 2000 | 29 172   |